# Richard Siebke
 Richard Siebke   (* 1. November 1891 in Fürstenwalde; † 1978 in Bremen) war ein deutscher Kriminaldirektor.

## Biografie
Siebke absolvierte nach dem Besuch der Volksschule eine Lehre als Lithograph. Von 1910 bis 1912 arbeitete er an verschiedenen Orten als Lithograf und auch als Maschinenmeister. Von 1912 bis 1917 diente er als Soldat, seit 1914 im Ersten Weltkrieg an der Westfront, wo er schwer verwundet wurde. Er wohnte seit 1917 in Bremen und arbeitete als Technischer Zeichner bei den Atlas-Werken. Anfang 1919 trat er in die vom Senat zur Abwehr der Revolution gegründeten Bremer Stadtwehr ein und wurde im November 1919 Mitarbeiter der Sicherheitspolizei (Sipo), als Abteilung VI der Polizei in Bremen. Er war im Landesverband bremischer Polizeibeamter aktiv und trat 1927 dem sozialdemokratisch orientierten Reichsbanner bei. Er wurde in den 1920er Jahren als Oberwachtmeister in der Neustadt und ab 1931 als Kriminalassistent bei der Kripo eingesetzt. Aus politischen Gründen wurde er Mitte 1933 von den Nationalsozialisten entlassen. Von 1933 bis 1938 schlug er sich durch, indem er im Wäscherei- und Heißmangelbetrieb seiner Frau unterkam, dann arbeitete er wieder bei den Atlas-Werken als Technischer Zeichner und als Konstrukteur.
Nach dem Zweiten Weltkrieg wurde er im Mai 1945 Kriminalsekretär, dann im Oktober 1945 Kriminalkommissar, danach Kriminalrat und schließlich 1947 Leiter der Kriminalpolizei in Bremen. 1948 wurde er zum Kriminaldirektor befördert. 1949 gab es einen Konflikt mit einem Kriminalrat, der ihn wegen eines politischen Vorfalls von 1933 denunzierte. 1949 trat er aus der SPD aus. 1952 erfolgte seine Pensionierung.

## Werke
- Herbert Schäfer, Carl Kramer, Richard Siebke: Mehr als sieben Stunden: Ein Beitrag zur Geschichte der Kriminalpolizei in Bremen Kriminalistische Studien Sonderband III, Fachschriftenverlag Dr. Schäfer 1989, ISBN 3-925730-12-5.